# حقوق طبيعية وحقوق قانونية
الحقوق الطبيعية والحقوق القانونية هما نوعان من الحقوق. الحقوق الطبيعية هي تلك التي لا تعتمد على قوانين أو أعراف خاصة بأي ثقافة معينة ولذلك فهي عالمية وغير قابلة للتصرف (لا يمكن إلغاؤها أو ضبطها من قبل القوانين البشرية). الحقوق القانونية هي تلك تُمنح إلى شخص معين بواسطة نظام قانوني (يمكن تعديلها أو إلغاؤها، وضبطها من قبل القوانين البشرية).
يرتبط مفهوم القانون الطبيعي بمفهوم الحقوق الطبيعية. ظهر القانون الطبيعي أول ما ظهر في الفلسفة اليونانية القديمة وقد أشار إليه الفيلسوف الروماني شيشرون. ثم تمت الإشارة إليه في الكتاب المقدس، ثم تم تطويره في العصور الوسطى عن طريق الفلاسفة الكاثوليك مثل ألبرتوس ماغنوس و تلميذه توما الأكويني. خلال عصر التنوير، تم استخدام مفهوم القوانين الطبيعية للطعن في الحق الإلهي للملوك، وأصبح مبررا بديلا من أجل إنشاء العقد الاجتماعي والقانون الوضعي والحكومة وبالتالي الحقوق القانونية في شكل الجمهورية الكلاسيكية. على العكس من ذلك، فإن مفهوم الحقوق الطبيعية يتم استخدامه من قبل الآخرين من أجل الطعن في شرعية كل هذه المنشآت.
فكرة حقوق الإنسان ترتبط أيضا ارتباطا وثيقا بالحقوق الطبيعية: وحيث لا يعترف البعض بوجود فرق بين الاثنين، باعتبارهما مترادفين، بينما يختار البعض الآخر بقاء المصطلحين منفصلين للقضاء على جمع بعض الميزات المرتبطة تقليديا بالحقوق الطبيعية. الحقوق الطبيعية وعلى وجه الخصوص، تعتبر خارج سلطة أي حكومة أو هيئة دولية لترفضها أو تقوم بإلغائها. الإعلان العالمي لحقوق الإنسان في الأمم المتحدة في عام 1948 هو صك قانوني مهم لتكريس مفهوم واحد للحقوق الطبيعية إلى قانون دولي غير ملزم. الحقوق الطبيعية كانت تعتبر تقليديا حقوقا سلبية حصرا في حين أن حقوق الإنسان تشمل أيضا حقوقا إيجابية. حتى بناء على الحقوق الطبيعية فمفهوما حقوق الإنسان حيث قد لا يكونان مترادفين.
القول بأن للحيوانات حقوق طبيعية شغل اهتمام الفلاسفة وعلماء القانون في القرن العشرين وفي القرن الحادي والعشرين.

## تاريخيا
الفكرة أن بعض الحقوق طبيعية أو غير قابلة للتصرف أيضا يعود تاريخها على الأقل إلى الرواقيين من أواخر العصور القديمة والتوماوية من أوائل العصور الوسطى، تنازليا وحتى الإصلاح البروتستانتي وعصر التنوير إلى اليوم.[بحاجة لمصدر]
طالما تم تأكيد وجود الحقوق الطبيعية من قبل مختلف الأفراد في أماكن مختلفة، باعتبارها بداهة في التفكير الفلسفي أو المبادئ الدينية. على سبيل المثال، فقد ادعى إمانويل كانط استخلاص الحقوق الطبيعية عن طريق المنطق وحده. إلا أن اعلان استقلال الولايات المتحدة مبنيّ على أساس الحقيقة «البديهية» أن «جميع البشر... وُهبوا من قبل خالقهم بعض الحقوق الأساسية الغير قابلة للتصرف».
وبالمثل فقد قام مختلف الفلاسفة ورجال الدولة بتصميم قوائم مختلفة من ما يعتقدون أنها هي الحقوق الطبيعية؛ تقريبا جميعها تشمل الحق في الحياة والحرية باعتبارهما اثنين من أعلى الأولويات.  هـ.هارت قال أنه إذا كان هناك أي حقوق على الإطلاق، فإنه يجب أن يكون هناك الحق في الحرية حيث أن جميع الحقوق الأخرى سوف تعتمد عليه. كما قال ت. جرين أنه «إذا كان هناك أي حقوق على الإطلاق، فإنه يجب أن يكون هناك الحق في الحياة والحرية، أو بعبارة أوضح الحق في الحياة بشكل حر.» كما أكد «جون لوك» على حق «الحياة والحرية والملكية» كحقوق أولية. ومع ذلك، وعلى الرغم من تأثير لوك في الدفاع عن حق الثورة، إلا أن توماس جيفرسون استبدله بالحق في «السعي لتحقيق السعادة» بدلا من «الملكية» في إعلان استقلال الولايات المتحدة.

### العصور القديمة
ستيفن كينزر الصحفي المخضرم في «نيويورك تايمز» ومؤلف كتاب كل رجال الشاه، يكتب في الأخير أن:
اعتبر الرواقيون أنه لا يوجد شخص عبد بطبيعته؛ حيث اعتبروا العبودية ظرفا خارجيا جنبا إلى جنب مع الحرية الداخلية للروح. كتب سينيكا الأصغر:
من أهم الأفكار في تطور فكرة الحقوق الطبيعية هو بزوغ فكرة المساواة الطبيعية الإنسانية. وكما قال المؤرخ أ. كارلايل: "لا يوجد  تغيير في النظرية السياسية بطريقة مذهلة في اكتمالها كالتغير من نظرية أرسطو إلى رؤية شيشرون وسينيكا الفلسفية اللاحقة.... ونحن نعتقد أن هذا يمكن أن يكون أفضل مثال فيما يتعلق بنظرية المساواة في الطبيعة الإنسانية." كما يلاحظ تشارلز ميكوين أن «فكرة المساواة بين البشر هي مساهمة عميقة من الرواقيين في الفكر السياسي» وأن «التأثير الأعظم في تغيير مفهوم القانون هي النواتج المترتبة على ذلك.» يقول شيشرون في دي ليجبوس «إننا نولد من أجل العدالة، وأن اخذ الحق قائم -ليس على الآراء- ولكن على الطبيعة».

### في العصر الحديث
من أوائل المفكرين الغربيين الذين قاموا بتطوير فكرة الحقوق الطبيعية المعاصرة كان عالم اللاهوت الفرنسي جان جيرسون والذي تعتبر أطروحته De Vita Spirituali Animae في عام 1402 واحدة من أوائل المحاولات التي يمكن أن نطلق عليها نظرية الحقوق الطبيعية الحديثة.

بعد عدة قرون، ظهر المذهب الرواقي أن «الجزء الداخلي لا يمكن تسليمه إلى العبودية» مجددا في الإصلاح البروتستانتي وفي مبدأ حرية الضمير. كتب مارتن لوثر:
في القرن السابع عشر ناقش الفيلسوف الإنجليزي جون لوك الحقوق الطبيعية في أعماله، حيث حددهم باعتبارهم «حق الحياة وحق الحرية وحق التملك (العقاري)»، ورأى أن هذه الحقوق الأساسية لا يمكن الاستغناء عنها في العقد الاجتماعي. الحفاظ على الحقوق الطبيعية في الحياة والحرية والملكية كانت هي مبررات التمرد في المستعمرات الأمريكية. وكما أكد جورج ميسون في مسودة إعلان حقوق فيرجينيا: «يولد جميع الناس على قدم المساواة الحرة» وأكمل: «بعض الحقوق الطبيعية التي لا يمكن دمجها بأي حال أو حرمان الأجيال القادمة منها.» رجل إنجليزي آخر في القرن السابع عشر هو جون ليبرون المعروف باسم (المناضل جون) الذي كان في صراع مع النظام الملكي المكون من الملك تشارلز الأول والديكتاتورية العسكرية الممثلة في الجمهورية المحكومة بواسطة أوليفر كرومويل. نادى جون بحقوق أساسية للإنسان والتي سماها «الحقوق المكفولة بالميلاد» والتي عرّفها على أنها هي الحقوق التي يولد بها كل إنسان على عكس الحقوق التي تكفلها له الحكومة أو القوانين البشرية.

#### توماس هوبز

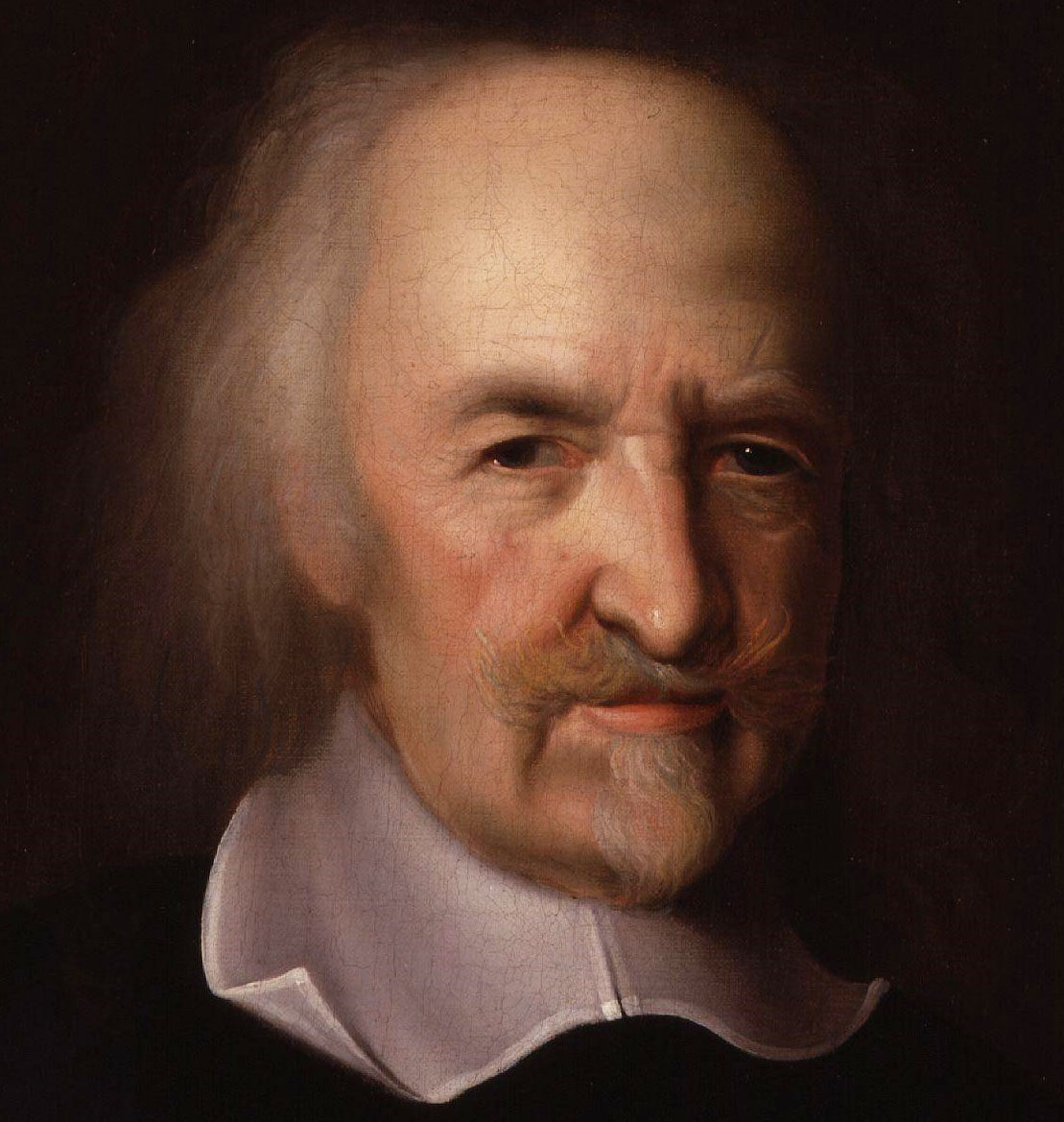
توماس هوبز

توماس هوبز (1588-1679) تضمن مناقشة الحقوق الطبيعية في الفلسفة السياسية والفلسفة الأخلاقية. امتد مفهوم هوبز للحقوق الطبيعية من مفهوم الإنسان في «حالة الطبيعة». وهكذا كان يرى أن من الحقوق الطبيعية للإنسان هي أن «يستخدم قوته الخاصة كما يريد هو للحفاظ على طبيعته الخاصة أو يمكن القول حياته الخاصة وكنتيجة لذلك فعل أي شئ طبقا لحكمه وتبريره ومنطقه الخاص»
ميز هوبز «الحرية» الطبيعية عن «القوانين» الطبيعية، حيث وصف عموما المبدأ أو القاعدة العامة التي ينشؤها المنطق، والذي يحرم على الإنسان أن يفعل من الأشياء ما هو مدمر لحياته، أو يتخلى عن السبل لمحاولة الحفاظ على حياته وترك ما قد يعتقد أنه من الأفضل أن يحافظ عليه.
يعتبر هذا مغادرة هامة لنظريات القوانين الطبيعية في العصور الوسطى والذي أعطى الأولوية للالتزامات على الحقوق.

#### جون لوك

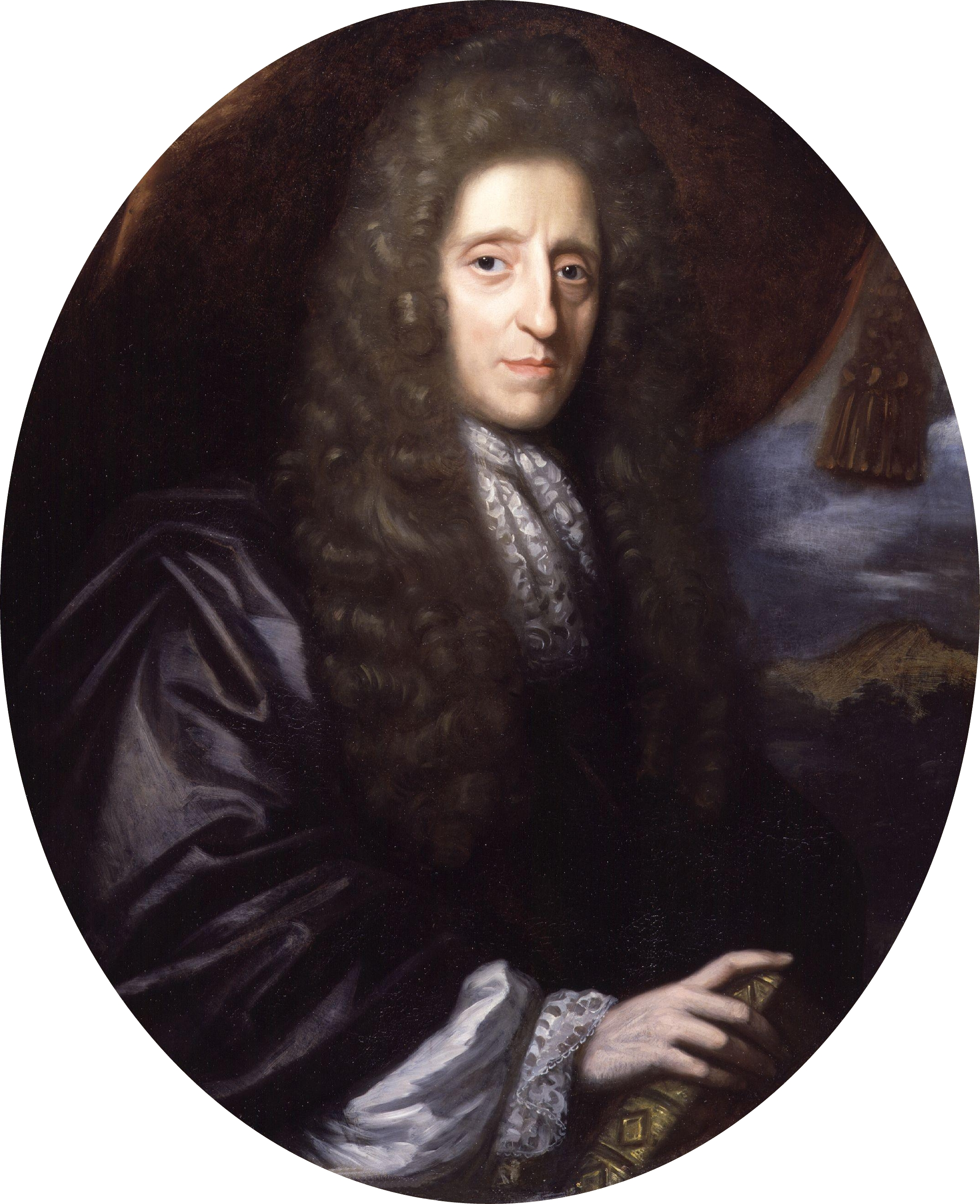
"جون لوك": "الحياة والحرية وحق التملك (العقار)"

بالنسبة إلى لوك هناك ثلاثة حقوق طبيعية:
- الحياة: لكل شخص الحق في العيش.[14]
- الحرية: لكل شخص الحق في فعل أي شيء يريد طالما أنه لا يتعارض مع الحق الأول.
- التملك: لكل إنسان الحق في امتلاك كل ما يقوم بصنعه أو الحصول عيه كهدية أو من خلال التجارة طالما أنه لا يتعارض مع الحقين الأولين.

سعيا إلى تطوير مفهوم الحقوق الطبيعية، تأثر لوك بتقارير المجتمع بين الأمريكيين الأصليين الذين اعتبرهم «شعوبا طبيعية» الذين عاشوا في حالة من الحرية «شبه مثالية» ولكنها بدون عَقد. وهذا أكد على مفهوم العقد الاجتماعي.
العقد الاجتماعي هو اتفاق بين أعضاء بلد على العيش ضمن نظام مشترك من القوانين. الأشكال المحددة من الحكومة هي نتيجة للقرارات التي اتخذت من قبل هؤلاء الأشخاص الذين يتصرفون داخل الحيز الجماعي. توضع الحكومة لتسنين القوانين التي تحمي هذه الحقوق الطبيعية الثلاث. وإذا لم تستطع الحكومة حماية هذه الحقوق الثلاث بشكل سليم، فإن يُمكن الإطاحة بها.

#### توماس باين

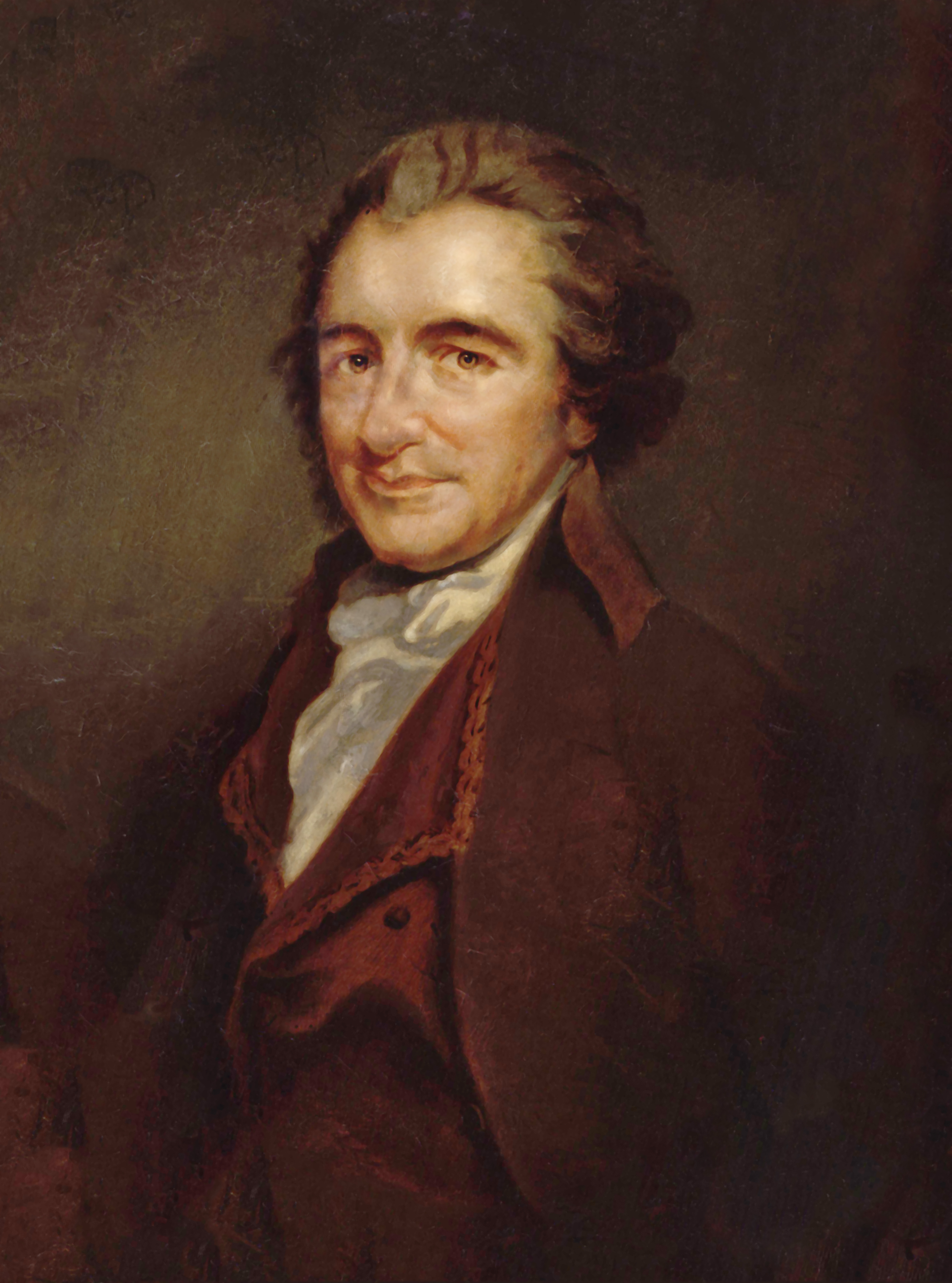
توماس باين

أكد توماس باين (1731-1809) على الحقوق الطبيعية في عمله المؤثر «حقوق الإنسان» (1791) حيث أكد على الحقوق لا يمكن أن تمنح من قبل أي جهة لأن هذا سيعني أنه من الممكن تقليلها أو إلغائها تحت ظروف معينة.

## للمزيد من القراءة
- Fruehwald ، إدوين البيولوجية أساس الحقوق، 19 جنوب كاليفورنيا التخصصات مجلة القانون 195 (2010).
- غروتيوس، هوغو، حقوق الحرب والسلام: ثلاث مجلدات، 1625
- Haakonssen, كنود، غروتيوس، Pufendorf الحديثة القانون الطبيعي، 1999
- Hutcheson فرانسيس. نظام الفلسفة الأخلاقية. 1755، لندن.
- لوك، جون. اثنين من الاطروحات على الحكومة. 1690 (في المقام الأول على الثاني أطروحة)
- لويد توماس، D. A. لوك على الحكومة. عام 1995، روتليدج. (ردمك 0-415-09533-6)
- Pufendorf البارون صموئيل فون، قانون الطبيعة والأمم 1625
- دس ريتشارد الحقوق الطبيعية النظريات: أصلهم والتنمية، 1982
- والدرون، جيريمي [إد] نظريات الحقوق عام 1984، مطبعة جامعة أكسفورد. (ردمك 0-19-875063-3)

## وصلات خارجية
- الولايات المتحدة إعلان الاستقلال والحقوق الطبيعية من الحقوق الدستورية الأساس.
- الولايات المتحدة لجنة حماية الحقوق الطبيعية.